# 大野連治
大野 連治（おおの れんじ、1904年（明治37年）3月21日 - 1991年（平成3年）11月16日）は、日本の内務官僚。官選青森県知事。湯沢三千男の娘婿。

## 経歴
千葉県東葛飾郡船橋町九日市で生まれる。第一高等学校を卒業。1927年12月、高等試験行政科試験に合格。1928年、東京帝国大学法学部政治学科を卒業。横浜正金銀行を経て、1929年、内務省に入省し社会局属となる。
1946年1月、内務省文書課長から青森県知事に就任。同年11月24日、仮県庁が全焼した。1947年3月、引揚援護院次長に転じた。その後、全国市長会事務局長、人事院参与、地方公務員災害補償基金理事長を務めた。

## 著作
- 星敏雄との共著『都市計画編』〈土木行政叢書〉、女子文館書店、1940年。